# Conseil départemental de la Charente-Maritime
Le conseil départemental de la Charente-Maritime est l'assemblée délibérante du département français de la Charente-Maritime, collectivité territoriale décentralisée. Son siège se situe à La Rochelle.

## Histoire
Les départements ont été créés pendant la Révolution française (1790). Ils sont alors tous organisés autour d’un chef-lieu devant être accessible en tout point du territoire en moins d’une journée de cheval. C'est pourquoi Saintes a été choisie comme préfecture du nouveau département de Charente-Inférieure jusqu'à ce que le 1er juillet 1810, Napoléon Ier transfère le chef-lieu du département à La Rochelle par un décret impérial.
La loi du 2 mars 1982 reconnaît au conseil général le plein exercice de ses attributions. Elle a transféré l'exercice de l'exécutif détenu par le préfet de département au président du conseil général. Depuis cette date, le département est administré par un organe délibérant (l’assemblée départementale) et un organe exécutif (le président du conseil général).
En 2014, le nombre de cantons est diminué au niveau national. En Charente-Maritime le nombre de cantons passe ainsi de 51 à 27 pour les élections départementales de 2015, où chaque canton est représenté par un binôme de conseillers départementaux. Le conseil général devient alors conseil départemental.

## Le président du conseil départemental
Le président du conseil départemental de la Charente-Maritime est élu par l'assemblée des conseillers départementaux. Eux-mêmes élus au suffrage universel direct. La moitié des sièges est renouvelable tous les trois ans. Actuellement, le département compte 27 cantons et donc 54 conseillers départementaux (deux par cantons).
L'actuelle présidente du conseil départemental est Sylvie Marcilly, élue le 1erjuillet 2021 avec 34 voix contre 14 voix pour son opposante du PRG Marylise Fleuret-Pagnoux et 2 voix pour l'écologiste Marion Pichot.

## Les vice-présidences, délégations et commissions techniques
Le 9 juillet 2021, les délégations ont été réparties entre les vice-présidents et cinq autres membres de la commission permanente. Le rapporteur général du budget a été désigné, et les commissions techniques déterminées.

### Vice-présidences et délégations
- Premier vice-président :
  - Catherine Desprez[4]: Finances, administration générale, évaluation des politiques publiques et de la solidarité territoriale et de la culture
- Autres vice-présidents 
  - Gérard Pons :Politique de déplacement, mobilité et infrastructures
  - Chantal Guimberteau : Ressources humaines
  - Stéphane Villain : Sport, tourisme, communication et événementiel
  - Françoise de Roffignac : Politique de l’eau, environnement,
  - Alexandre Grenot : Jeunesse et citoyenneté
  - Sylvie Mercier : Aménagement et inclusion numériques
  - Jean-Claude Godineau : Autonomie
  - Dominique Rabelle : Habitat, insertion et action sociale
  - Gilles Gay : Agriculture, aménagement foncier et forestier
  - Caroline Aloé : Éducation et collèges
  - Christophe Cabri : International
  - Véronique Abelin-Drapron : Patrimoine
  - Stéphane Chedouteaud : Espaces Naturels Sensibles et Échappées-Nature
  - Jean Prou : Innovation et efficacités énergétiques, mer et littoral
- Autres délégations :
  - Marie-Christine Bureau : Petite enfance, prévention et protection de l’enfance
  - Patrice Raffarin : Plan digues et enseignement supérieur
  - Marie-Pierre Quentin : Audiovisuel
  - Christophe Sueur : Infrastructures et activités portuaires

### Rapporteur général du budget
- Corinne Imbert a été désignée rapporteur générale du budget. Elle a aussi la charge du Plan Santé.

### Commissions techniques
- 1re commission : Finances | Administration générale | Évaluation des politiques publiques |Solidarité territoriale
  - Président : Loïc Girard
- 2e commission : Solidarité sociale
  - Président : Jean-Claude Godineau
- 3e commission : Eau | Agriculture | Environnement | Appui à la gestion de l’eau et de milieux aquatiques |Prévention des inondations | Mer et littoral
  - Présidente : Françoise de Roffignac
- 4e commission : Infrastructures | Numérique | Mobilité et bâtiments
  - Président : Michel Doublet
- 5e commission : Affaires scolaires, enseignement supérieur
  - Présidente : Caroline Aloé
- 6e commission : Culture | Sport | Tourisme | Citoyenneté | Jeunesse | Communication
  - Président : Stéphane Villain

## Les conseillers départementaux
Le conseil départemental de la Charente-Maritime compte 54 conseillers départementaux issus des 27 cantons de la Charente-Maritime.

### Assemblée issue des élections de juin 2021
En 2021, les élections départementales ont eu lieu les 20 et 27 juin. Initialement prévues en mars, elles sont repoussées de trois mois en raison de la pandémie de Covid-19. Elles ont lieu en même temps que les élections régionales.

Étiquettes politiques des conseillers départementaux de la Charente-Maritime à la suites des élections départementales de 2021.

À l'instar du reste du territoire national concerné par ces élections, le taux d'abstention est très fortement marqué. Il s'élève en Charente-Maritime à 66.17% au premier tour et 65.44% au second tour. Les listes étiquetées "Divers droite" sont arrivées en tête dans la majorité des cantons du département.
| Président du Conseil départemental   |       |       |      |                                              |
| Sylvie Marcilly (DVD)                |       |       |      |                                              |
| Parti                                | Sigle | Sigle | Élus | Groupes                                      |
| Majorité (31 sièges)                 |       |       |      |                                              |
| Divers droite                        |       | DVD   | 17   | Majorité départementale                      |
| Les Républicains                     |       | LR    | 7    | Majorité départementale                      |
| Union des démocrates et indépendants |       | UDI   | 2    | Majorité départementale                      |
| Divers centre                        |       | DVC   | 3    | Majorité départementale                      |
| Mouvement radical                    |       | MR    | 1    | Majorité départementale                      |
| MoDem                                |       | MoDem | 1    | Majorité départementale                      |
| Opposition (23 sièges)               |       |       |      |                                              |
| Divers gauche                        |       | DVG   | 7    | Au Cœur des solidarités                      |
| Parti socialiste                     |       | PS    | 2    | Au Cœur des solidarités                      |
| Parti radical de gauche              |       | PRG   | 2    | Au Cœur des solidarités                      |
| Écologiste                           |       | ÉCO   | 1    | Au Cœur des solidarités                      |
| Divers gauche                        |       | DVG   | 4    | Rassembler et agir pour la Charente-Maritime |
| Divers centre                        |       | DVC   | 2    | Rassembler et agir pour la Charente-Maritime |
| Europe Écologie Les Verts            |       | EÉLV  | 2    | Écologie et solidarités                      |
| Divers gauche                        |       | DVG   | 2    | Proximité et solidarité                      |
| Parti radical de gauche              |       | PRG   | 1    | Non-inscrit                                  |

### Évolution politique du conseil général ou départemental aux précédentes élections

Étiquettes politiques des conseillers départementaux de la Charente-Maritime à la suite des élections départementales de 2015.

Étiquettes politiques des conseillers généraux de la Charente-Maritime à la suite des élections cantonales de 2011.

## Siège du conseil départemental

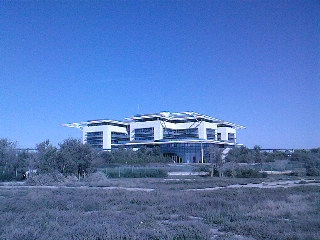
Hôtel de département.

Le siège du conseil départemental est situé à La Rochelle au 85 boulevard de la République, dans le quartier des Minimes. Le siège est appelé la Maison de la Charente-Maritime. Ce bâtiment, de forme carrée de 64 mètres de côté et de plus de 20 mètres de hauteur, est établi en bordure du littoral, et dispose d'un atrium de 400 m2 et d'un hall d'accueil dont la dimension est de 24 mètres de côté. Ce vaste édifice moderne emploie 450 agents sur place. Il résulte d'un regroupement de treize sites éclatés en différents points de la ville. L'ensemble des effectifs du conseil général est d'environ 3 000 personnes.
Il est à noter que d'un point de vue juridique, le siège du conseil est un ouvrage public mal implanté. En effet la loi littoral promulguée le 4 janvier 1986 rend impossible toute construction immobilière (sauf exceptions précises) à moins de 100 mètres du rivage de la mer en espace non urbanisé. Or, le siège du conseil a été implanté dans la zone dite des 100 mètres, jusqu'alors non urbanisée.

## Organigramme et compétences
Les agents du département sont répartis en quatre pôles sous la direction de la présidente du conseil départemental et du directeur général des services. Ils travaillent à la mise en œuvre des décisions et de la politique du conseil départemental dans ses compétences.
- Pôle Ressources :

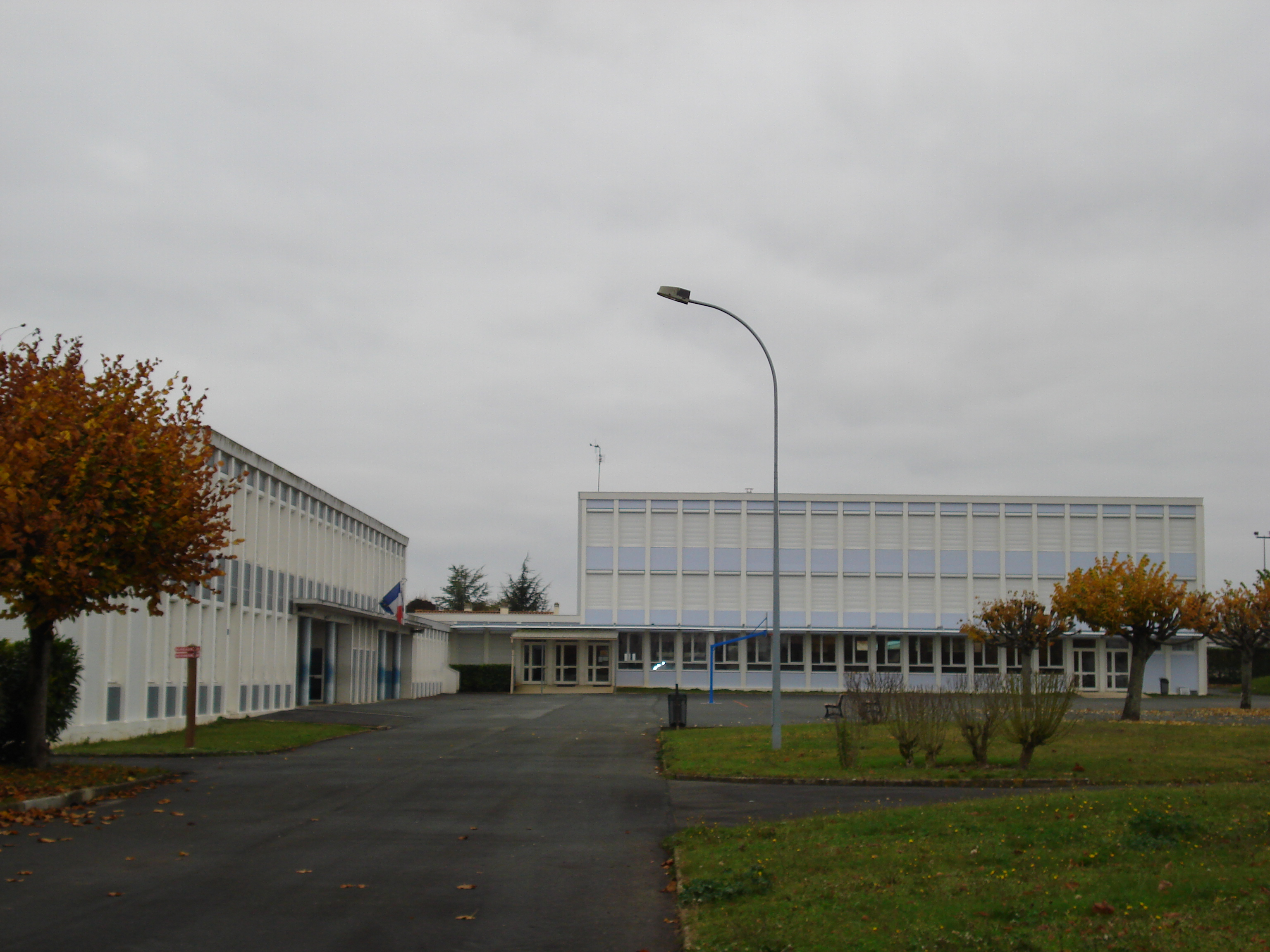
Le collège d'Aulnay est l'un des collèges gérés directement par le conseil départemental de la Charente-Maritime.

  - Directions des affaires financières et juridiques
  - Directions des ressources humaines
  - Direction de l'immobilier, des collèges et de la logistique
  - Direction des systèmes d'informations
  - Direction de la communication, des stratégies innovantes et de l'international)
- Pôle Solidarité sociale : La ville de La Rochelle a fait l'objet de travaux sur son littoral contre le risque de submersion depuis la tempête Xynthia (2010)
  - Direction de l'enfance et de la famille
  - Direction de l'autonomie

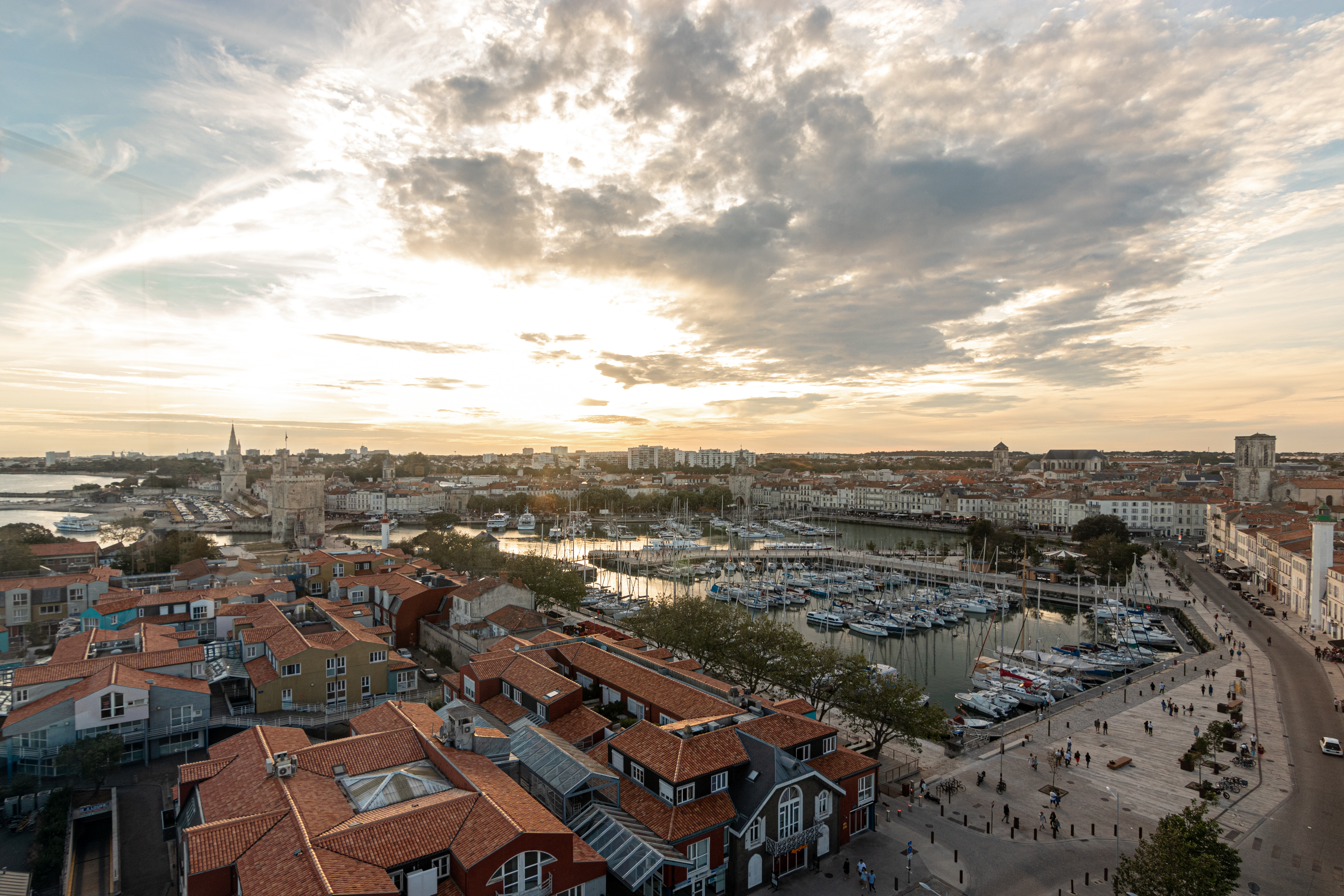
La ville de La Rochelle a fait l'objet de travaux sur son littoral contre le risque de submersion depuis la tempête Xynthia (2010)

  - Direction de l'action sociale, du logement et de l'insertion
  - Délégations territoriales d'action sociale
    - délégation territoriale de La Rochelle-Ré à La Rochelle,
    - délégation territoriale du Pays d'Aunis à La Rochelle,
    - délégation territoriale du Pays Rochefortais à Rochefort,
    - délégation territoriale de Royan Marennes Oléron à Royan,
    - délégation territoriale du Vals de Saintonge à Saint-Jean-d'Angély,
    - délégation territoriale de la Saintonge Romane à Saintes,
    - délégation territoriale de la Haute-Saintonge à Jonzac.
- Pôle Solidarité territoriale :
  - Direction des collectivités et du développement des territoires
  - Direction de la culture, du sport et du tourisme
- Pôle Aménagement et environnement :
  - Direction de la mer et du littoral
  - Direction de l'environnement et de la mobilité
  - Direction des infrastructures

## Logotype

Logotype de 1986 à 2008
Logotype depuis 2008
La marque « Ma préférence » accompagne la communication des événements estampillés Conseil Départemental, depuis 2008.